# Tratados de Locarno

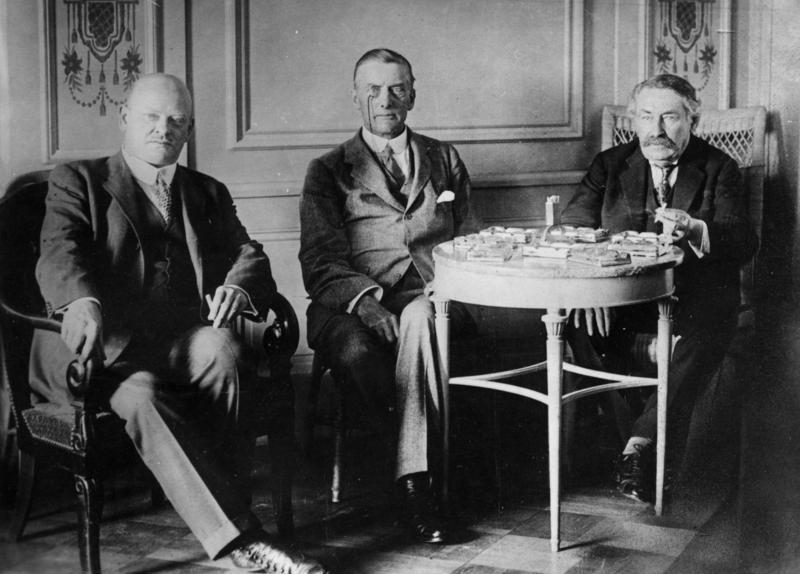
Da esquerda para a direita, Gustav Stresemann, Austen Chamberlain e Aristide Briand durante as negociações de Locarno

Os Tratados de Locarno foram sete acordos negociados em Locarno, na Suíça, de 5 a 16 de outubro de 1925 e formalmente assinados em Londres em 1 de dezembro, nos quais as potências aliadas da Europa Ocidental da Primeira Guerra Mundial e os novos estados da Europa Central e Oriental buscavam assentamento territorial do pós-guerra, em troca da normalização das relações com o derrotado Reich alemão (a República de Weimar). Também afirmou que a Alemanha nunca entraria em guerra com os outros países. Locarno dividiu as fronteiras na Europa em duas categorias: ocidentais, que foram garantidas pelos Tratados de Locarno, e fronteiras orientais da Alemanha com a Polônia, que estavam abertas para revisão.

## Metas
Para o governo britânico, os principais objetivos eram promover a reconciliação franco-alemã e a expectativa de que a reconciliação levaria a França a dissolver seu Cordon Sanitaire, como era conhecido o sistema de alianças francesas na Europa Oriental entre as guerras. Se a França dissolvesse suas alianças na Europa Oriental, a Polônia entregaria pacificamente os territórios cedidos pela Alemanha no Tratado de Paz de Versalhes: o Corredor Polonês, a Cidade Livre de Danzig (atual Gdańsk, Polônia) e a Alta Silésia.

## Efeito
Os Tratados de Locarno marcaram uma melhoria dramática no clima político da Europa Ocidental em 1925-1930. Eles promoveram expectativas de assentamentos pacíficos contínuos, muitas vezes chamados de "espírito de Locarno". Este espírito foi concretizado quando a Alemanha se juntou à Liga em 1926, e a retirada das tropas aliadas que ocupavam a Renânia da Alemanha. O Prêmio Nobel da Paz foi dado aos principais negociadores do tratado, indo para Chamberlain em 1925 e conjuntamente com Aristide Briand e Stresemann em 1926.

A historiadora Sally Marks diz:
Doravante reinaria o espírito de Locarno, substituindo a conciliação pela imposição como base para a paz. No entanto, para alguns, a paz permaneceu uma esperança desesperada em vez de uma realidade. Alguns homens sabiam que o espírito de Locarno era uma base frágil sobre a qual construir uma paz duradoura. 
Hitler repudiou Locarno enviando tropas para a Renânia desmilitarizada em 7 de março de 1936.
Na Polônia, a humilhação pública recebida pelos diplomatas poloneses foi um dos fatores que contribuíram para a queda do gabinete Grabski. Locarno contribuiu para o agravamento do clima entre a Polônia e a França, enfraquecendo a aliança franco-polonesa. Józef Beck ridicularizou os tratados dizendo: "A Alemanha foi oficialmente convidada a atacar o leste, em troca da paz no oeste". Józef Piłsudski diria que "todo polonês honesto cospe quando ouve esta palavra [Locarno]".